# ISBN

Esempio di codice ISBN. I numeri indicano un volume (978) in lingua tedesca (3), edito da Mohr Siebeck (16), e precisamente la Logik der Forschung di Karl Popper (148410). Lo 0 finale è il cosiddetto carattere di controllo.

Il codice ISBN (dall'inglese International Standard Book Number, «Numero di Riferimento Internazionale per i Libri») è una sequenza numerica di 13 cifre usata convenzionalmente in tutto il mondo per la classificazione dei libri; fino al 2007 il codice era composto da 10 cifre (l'ultima delle quali poteva essere una X come 10 in numeri romani), saltuariamente ancora utilizzato.
Il codice è definito da uno standard dell'ISO, derivato dalla codifica SBN inglese del 1967. Sebbene non obbligatorio, il suo uso però è ormai diventato essenziale per l'immissione del prodotto librario nei canali della grande distribuzione. Ogni codice ISBN identifica in modo univoco ogni specifica edizione di un libro (mentre le semplici ristampe mantengono lo stesso codice dell'edizione che riproducono) e, una volta assegnato, non può più essere riutilizzato.
Esistono anche analoghi codici numerici come l'ISSN per la classificazione di pubblicazioni periodiche come i quotidiani o le riviste, o l'ISMN per gli spartiti musicali.
Il codice è normalmente rappresentato tramite il font OCR-B.

## Storia

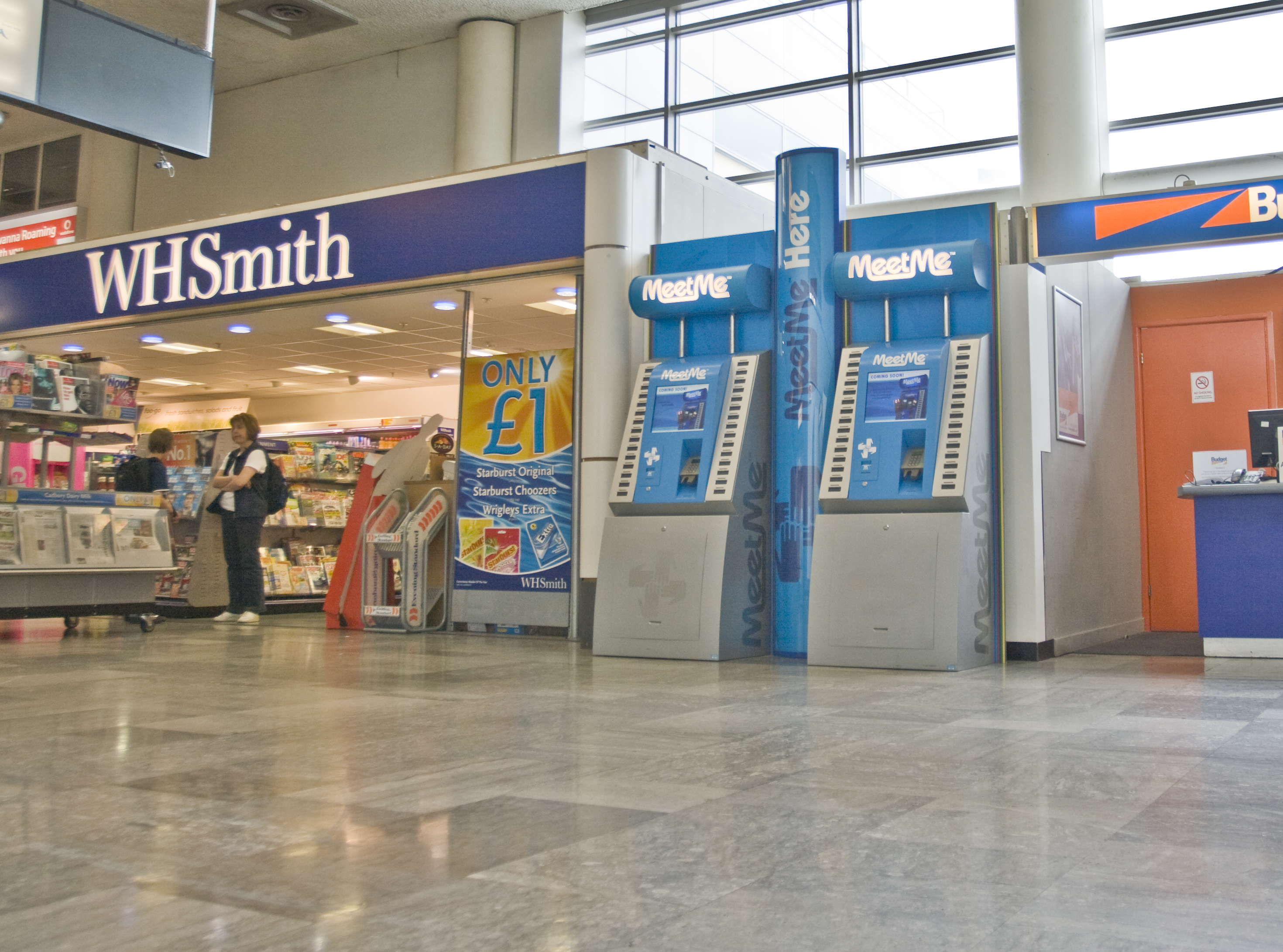
Uno stand della WH Smith all'aeroporto londinese di Heathrow

Nel 1965 la Smith's, la più estesa catena inglese della grande distribuzione specializzata in libri e giornali, annunciò di voler passare nel giro di un paio d'anni alla gestione computerizzata dei propri magazzini e depositi e, per creare un adeguato sistema di identificazione, ne commissionò lo studio al professor Gordon Foster. In effetti, la codifica Standard Book Numbering (SBN) a 9 cifre fu elaborata nel 1966 in accordo con altri venditori di libri e attuata nel 1967.
L'ISO - International Organization for Standardization convocò allora una commissione per discutere della possibilità di ampliare questo metodo all'uso internazionale, possibilità per altro già contemplata e auspicata nello studio di Foster, compreso il passaggio da 9 a 10 cifre. Il primo incontro si tenne a Londra nel 1968 con i rappresentanti di Danimarca, Francia, Germania, Irlanda, Paesi Bassi, Norvegia, Regno Unito, USA e un osservatore dell'UNESCO; altri paesi contribuirono con suggerimenti scritti e dichiarazioni d'interesse. Una relazione dell'incontro venne distribuita a tutti i membri dell'ISO e le varie osservazioni furono discusse nei successivi incontri di Berlino e Stoccolma del 1969, fino all'approvazione dell'ISBN a 10 cifre come standard nel 1970 con l'ISO 2108.
Dal 1º gennaio 2007 si sono aggiunte 3 cifre (978 o 979) davanti al "vecchio" ISBN, portando così le cifre che compongono l'ISBN da 10 a 13; l'algoritmo che genera il carattere di controllo è cambiato, per cui l'ultima cifra generalmente non coincide nelle due versioni.

## Formato

Confronto fra un codice ISBN a 10 cifre e il corrispondente codice a barre EAN-13. Oltre al prefisso EAN, anche l'ultimo numero (il carattere di controllo) è diverso.

L'attuale codice ISBN è formato da una stringa di 13 cifre, suddivise in 5 settori. Generalmente, ma non sempre, i vari settori del codice ISBN sono separati l'uno dall'altro da un trattino (è il metodo consigliato) o da uno spazio.
1. Prefisso EAN – sono le prime 3 cifre del codice ISBN, introdotte a partire dal 2007; indicano che si è in presenza di un libro.
2. Gruppo linguistico – è l'identificativo del paese o dell'area linguistica dell'editore; può utilizzare da 1 a 5 cifre.
3. Editore – è l'identificativo della casa editrice o del marchio editoriale; può utilizzare da 2 a 7 cifre.
4. Titolo – è l'identificativo del libro; può utilizzare da 1 a 6 cifre.
5. Carattere di controllo – è l'ultima cifra del codice ISBN (nei "vecchi" codici ISBN-10, oltre ai numeri da 0 a 9, si utilizzava anche il 10 romano, cioè la "X") e serve a verificare che il codice non sia stato letto o trascritto erroneamente (cosa che può sempre accadere, specialmente quando si usano strumenti automatici come i lettori di codici a barre).

| Prefisso EAN | Gruppo linguistico | Editore | Titolo | Carattere di controllo |
| ------------ | ------------------ | ------- | ------ | ---------------------- |
| 3            | 1-5                | 2-7     | 1-6    | 1                      |

Solo il primo e l'ultimo settore hanno un numero fisso di cifre (rispettivamente 3 e 1), mentre per gli altri 3 settori centrali il numero di cifre varia in modo complementare fra loro. I 3 settori centrali, nel loro insieme, hanno dunque a disposizione le 9 cifre restanti; ciò significa che, meno cifre sono utilizzate dal gruppo linguistico e dall'editore, più cifre sono disponibili per la sua produzione editoriale (il settore titolo). In altre parole, le lingue e gli editori che hanno meno cifre nel codice ISBN dovrebbero essere anche quelli che pubblicano una maggior quantità di libri.
Esemplificando, se consideriamo il codice ISBN riportato nell'immagine all'inizio di questa voce, 978-3-16-148410-0, ed escludiamo il primo e l'ultimo settore (978 e 0), le nove cifre dei tre settori centrali sono 3-16-148410. Come si vede, il gruppo linguistico (3 = tedesco) e l'editore (16 = Mohr Siebeck) usano solo tre cifre, per cui rimangono 6 cifre per il settore titolo: in altri termini, l'editore tedesco Mohr Siebeck ha a propria disposizione un milione di codici titolo.
Se consideriamo invece il codice ISBN riportato nell'immagine qui sopra a destra, 978-81-7525-766-5, ed escludiamo il primo e l'ultimo settore (978 e 5), le nove cifre dei tre settori centrali sono 81-7525-766. In questo caso il gruppo linguistico (81 = indiano) e l'editore (7525) usano sei cifre, per cui ne rimangono solo tre per il settore titolo; il che significa che quell'editore indiano ha a propria disposizione solo mille codici titolo.

### Prefisso EAN
Il primo settore del codice ISBN è costituito da tre cifre, per ora limitate a 978 o 979. Esse indicano che il prodotto esaminato è un libro e dipendono dall'adattamento del sistema ISBN a quello EAN. Poiché l'EAN è un codice a barre utilizzato per l'identificazione univoca di prodotti destinati al consumatore finale, dal 1º gennaio 2007 la codifica ISBN a 10 cifre (ISBN-10) è stata modificata per presentarne 13 (ISBN-13) e coincidere così con il numero del codice a barre EAN-13, sfruttandone tutti i vantaggi nelle diverse fasi della produzione, distribuzione e commercio dei libri.
Tuttavia, nel codice EAN per gli altri prodotti non librari, le prime tre cifre identificavano il paese di provenienza del prodotto, elemento invece già presente nell'ISBN-10. Per non stravolgere la precedente codifica ISBN e poterla comunque convertire facilmente in quella EAN, per tutti i libri, di qualsiasi paese, lingua o area geografica, si è deciso di creare uno Stato fittizio, il cosiddetto Bookland (il "Paese del libro", già in uso presso alcuni editori fin dagli anni ottanta), a cui è stato assegnato il prefisso 978. In tal modo i codici ISBN a 10 cifre già esistenti sono rimasti immutati (esclusa l'ultima cifra, il carattere di controllo) ed è stato loro semplicemente anteposto il prefisso 978.
Analogamente sono stati individuati i prefissi EAN 977 per la conversione a 13 cifre dei codici ISSN (periodici) e 979 per quella dei codici ISMN (spartiti musicali). Una parte del prefisso 979 è anche utilizzata per aumentare la disponibilità di codici per i prodotti librari.

### Gruppo linguistico
Il secondo settore del codice ISBN identifica il gruppo nazionale, linguistico o geografico da cui proviene il libro e può utilizzare da 1 a 5 cifre. Nel seguito sono elencati i codici dei gruppi linguistici e geografici con prefisso 978 e 979.

#### Prefisso 978

##### 0-5
- 0 lingua inglese
- 1 lingua inglese
- 2 lingua francese
- 3 lingua tedesca
- 4 lingua giapponese
- 5 ex Unione Sovietica

##### 600-649
- 600 Iran
- 601 Kazakistan
- 602 Indonesia
- 603 Arabia Saudita
- 604 Vietnam
- 605 Turchia
- 606 Romania
- 607 Messico
- 608 Macedonia del Nord
- 609 Lituania
- 611 Thailandia
- 612 Perù
- 613 Mauritius
- 614 Libano
- 615 Ungheria
- 616 Thailandia
- 617 Ucraina
- 618 Grecia
- 619 Bulgaria
- 620 Mauritius
- 621 Filippine
- 622 Iran
- 623 Indonesia
- 624 Sri Lanka
- 625 Turchia
- 626 Taiwan
- 627 Pakistan
- 628 Colombia
- 629 Malaysia
- 630 Romania

##### 65-65
- 65 Brasile

##### 7-7
- 7 Cina

##### 80-94
- 80 ex Cecoslovacchia
- 81 India
- 82 Norvegia
- 83 Polonia
- 84 Spagna
- 85 Brasile
- 86 ex Jugoslavia
- 87 Danimarca
- 88 Italia e Svizzera italiana
- 89 Corea del Sud
- 90 Paesi Bassi
- 91 Svezia
- 92 Organizzazioni non governative internazionali e organizzazioni europee
- 93 India
- 94 Paesi Bassi

##### 950-989
- 950 Argentina
- 951 Finlandia
- 952 Finlandia
- 953 Croazia
- 954 Bulgaria
- 955 Sri Lanka
- 956 Cile
- 957 Taiwan
- 958 Colombia
- 959 Cuba
- 960 Grecia
- 961 Slovenia
- 962 Hong Kong
- 963 Ungheria
- 964 Iran
- 965 Israele
- 966 Ucraina
- 967 Malaysia
- 968 Messico
- 969 Pakistan
- 970 Messico
- 971 Filippine
- 972 Portogallo
- 973 Romania
- 974 Thailandia
- 975 Turchia
- 976 Comunità Caraibica
- 977 Egitto
- 978 Nigeria
- 979 Indonesia
- 980 Venezuela
- 981 Singapore
- 982 Oceania
- 983 Malaysia
- 984 Bangladesh
- 985 Bielorussia
- 986 Taiwan
- 987 Argentina
- 988 Hong Kong
- 989 Portogallo

##### 9900-9989
- 9911 Montenegro
- 9912 Tanzania
- 9913 Uganda
- 9914 Kenya
- 9915 Uruguay
- 9916 Estonia
- 9917 Bolivia
- 9918 Malta
- 9919 Mongolia
- 9920 Marocco
- 9921 Kuwait
- 9922 Iraq
- 9923 Giordania
- 9924 Cambogia
- 9925 Cipro
- 9926 Bosnia ed Erzegovina
- 9927 Qatar
- 9928 Albania
- 9929 Guatemala
- 9930 Costa Rica
- 9931 Algeria
- 9932 Laos
- 9933 Siria
- 9934 Lettonia
- 9935 Islanda
- 9936 Afghanistan
- 9937 Nepal
- 9938 Tunisia
- 9939 Armenia
- 9940 Montenegro
- 9941 Georgia
- 9942 Ecuador
- 9943 Uzbekistan
- 9944 Turchia
- 9945 Repubblica Dominicana
- 9946 Corea del Nord
- 9947 Algeria
- 9948 Emirati Arabi Uniti
- 9949 Estonia
- 9950 Palestina
- 9951 Kosovo
- 9952 Azerbaigian
- 9953 Libano
- 9954 Marocco
- 9955 Lituania
- 9956 Camerun
- 9957 Giordania
- 9958 Bosnia ed Erzegovina
- 9959 Libia
- 9960 Arabia Saudita
- 9961 Algeria
- 9962 Panama
- 9963 Cipro
- 9964 Ghana
- 9965 Kazakistan
- 9966 Kenya
- 9967 Kirghizistan
- 9968 Costa Rica
- 9970 Uganda
- 9971 Singapore
- 9972 Perù
- 9973 Tunisia
- 9974 Uruguay
- 9975 Moldavia
- 9976 Tanzania
- 9977 Costa Rica
- 9978 Ecuador
- 9979 Islanda
- 9980 Papua Nuova Guinea
- 9981 Marocco
- 9982 Zambia
- 9983 Gambia
- 9984 Lettonia
- 9985 Estonia
- 9986 Lituania
- 9987 Tanzania
- 9988 Ghana
- 9989 Macedonia del Nord

##### 99900-99999
- 99901 Bahrein
- 99902 a disposizione
- 99903 Mauritius
- 99904 Curaçao
- 99905 Bolivia
- 99906 Kuwait
- 99908 Malawi
- 99909 Malta
- 99910 Sierra Leone
- 99911 Lesotho
- 99912 Botswana
- 99913 Andorra
- 99914 Suriname
- 99915 Maldive
- 99916 Namibia
- 99917 Brunei
- 99918 Fær Øer
- 99919 Benin
- 99920 Andorra
- 99921 Qatar
- 99922 Guatemala
- 99923 El Salvador
- 99924 Nicaragua
- 99925 Paraguay
- 99926 Honduras
- 99927 Albania
- 99928 Georgia
- 99929 Mongolia
- 99930 Armenia
- 99931 Seychelles
- 99932 Malta
- 99933 Nepal
- 99934 Repubblica Dominicana
- 99935 Haiti
- 99936 Bhutan
- 99937 Macao
- 99938 Repubblica Serba di Bosnia ed Erzegovina
- 99939 Guatemala
- 99940 Georgia
- 99941 Armenia
- 99942 Sudan
- 99943 Albania
- 99944 Etiopia
- 99945 Namibia
- 99946 Nepal
- 99947 Tagikistan
- 99948 Eritrea
- 99949 Mauritius
- 99950 Cambogia
- 99951 a disposizione
- 99952 Mali
- 99953 Paraguay
- 99954 Bolivia
- 99955 Repubblica Serba di Bosnia ed Erzegovina
- 99956 Albania
- 99957 Malta
- 99958 Bahrein
- 99959 Lussemburgo
- 99960 Malawi
- 99961 El Salvador
- 99962 Mongolia
- 99963 Cambogia
- 99964 Nicaragua
- 99965 Macao
- 99966 Kuwait
- 99967 Paraguay
- 99968 Botswana
- 99969 Oman
- 99970 Haiti
- 99971 Birmania
- 99972 Fær Øer
- 99973 Mongolia
- 99974 Bolivia
- 99975 Tagikistan
- 99976 Repubblica Serba di Bosnia ed Erzegovina
- 99977 Ruanda
- 99978 Mongolia
- 99979 Honduras
- 99980 Bhutan
- 99981 Macao
- 99982 Benin

#### Prefisso 979

##### 10-12
- 10 Francia
- 11 Corea del Sud
- 12 Italia

##### 8-8
- 8 USA

### Editore
Il terzo settore del codice ISBN identifica, all'interno del rispettivo gruppo linguistico, la casa editrice (o il marchio editoriale) che ha pubblicato il libro. Può utilizzare da 2 a 7 cifre. Come detto, agli editori con una produzione editoriale ampia generalmente viene assegnato un codice editore di poche cifre in modo da averne a disposizione di più per il settore del titolo. In ogni caso, l'editore che abbia esaurito tutte le possibilità di titoli, connesse con un determinato codice editore, può sempre richiederne un secondo, un terzo, ecc.
Oltre agli editori veri e propri, rientrano in questo settore anche tutti quegli enti, fondazioni e istituti, sia pubblici sia privati, che hanno una qualche forma di produzione editoriale. Dal 2015 è possibile ottenere uno specifico codice ISBN anche per l'autore che non desideri avvalersi di un editore e che intenda pubblicare in proprio.

### Titolo
Il quarto settore del codice ISBN è quello che identifica il titolo o, meglio, una specifica edizione (o coedizione) di un certo titolo, diversa dalle precedenti per il formato, il numero di pagine, la presenza o meno di illustrazioni e naturalmente il contenuto, come un ampliamento del testo o una nuova traduzione. Può utilizzare da 1 fino a 6 cifre.
Oltre ai tradizionali libri cartacei, il codice titolo identifica anche i libri stampati su pergamena, tessuto, materie plastiche e altri materiali, in Braille, le carte geografiche, i libri-gioco e i libri game, i video didattici, gli audiolibri su musicassetta, i CD, i DVD, i software educativi e didattici, le pubblicazioni elettroniche o multimediali.

### Carattere di controllo
L'ultimo settore del codice ISBN è costituito da una sola cifra, chiamata appunto cifra o carattere di controllo, perché verifica che non vi siano errori nel codice che la precede.

#### Calcolo della cifra di controllo nell'ISBN-10
La cifra di controllo nell'ISBN-10 si calcola dalle altre nove cifre con il seguente algoritmo numerico:
- si moltiplica ogni cifra per un peso in base alla posizione della cifra stessa: la prima cifra per 10, la seconda per 9, la terza per 8 e così via
- si sommano i risultati
- si divide la somma per 11 e si prende il resto della divisione

Se il resto è 0:
- la cifra di controllo è 0

Altrimenti:
- si sottrae il resto da 11 e si ottiene così la cifra di controllo (nel caso che il risultato sia 10, la cifra di controllo sarà X).

Esempio: dato un codice 88-515-2159-
{\displaystyle 8\cdot 10+8\cdot 9+5\cdot 8+1\cdot 7+5\cdot 6+2\cdot 5+1\cdot 4+5\cdot 3+9\cdot 2=276}
{\displaystyle {\frac {276}{11}}=25} col resto di 1 {\displaystyle (25\cdot 11=275)}
{\displaystyle 11-1=10}
La cifra di controllo è X.

#### Verifica di un codice ISBN-10
Per verificare la correttezza di un codice ISBN-10:
- si moltiplica ogni cifra per un peso in base alla posizione della cifra stessa: la prima cifra per 10, la seconda per 9, la terza per 8 e così via, inclusa la cifra di controllo (che si moltiplica per 1)
- si sommano i risultati
- la somma deve essere un multiplo intero di 11.

Esempio: dato un codice 88-515-2159-X
{\displaystyle 8\cdot 10+8\cdot 9+5\cdot 8+1\cdot 7+5\cdot 6+2\cdot 5+1\cdot 4+5\cdot 3+9\cdot 2+10\cdot 1=286}
{\displaystyle {\frac {286}{11}}=26} senza resto {\displaystyle (26\cdot 11=286)}
Il codice è valido.

#### Efficacia
Verifichiamo quanto è affidabile la cifra di controllo. Supponiamo di avere il codice ai = a1, a2, ... ,a9. Siano pi i pesi associati.  Se si verifica uno scambio, ossia vengono invertiti due numeri, diciamo il j-esimo e il k-esimo, la somma differirà. Per dar luogo alla stessa cifra di controllo, la differenza tra le somme dovrebbe essere un multiplo di 11. Ossia, ceteris paribus,
{\displaystyle [(a_{j}\cdot p_{j}+a_{k}\cdot p_{k})-(a_{j}\cdot p_{k}+a_{k}\cdot p_{j})]\operatorname {mod} 11=0}
cioè
{\displaystyle (p_{j}-p_{k})(a_{j}-a_{k})\operatorname {mod} 11=0}
Ora, visto che né l'uno né l'altro termine della moltiplicazione possono essere divisibili per undici, visto che i pi vanno da 2 a 10, e gli ai da 0 a 9, uno scambio singolo non può mai dare la stessa somma, a meno che il secondo termine non sia nullo, ossia i due numeri scambiati siano uguali. Ma questo non è uno scambio, a tutti gli effetti pratici.
Se invece abbiamo un errore, ossia si legge un numero al posto di un altro, fatto possibile con i lettori ottici, avremo che un ai sarà invece letto come b ≠ ai. La stessa considerazione fatta sopra ci dà
{\displaystyle (b-a_{i})p_{i}\operatorname {mod} 11=0}
Poiché pi non è mai multiplo di 11, e b - ai può andare al massimo da -9 a +9, l'unico multiplo di 11 è 0, ossia i due numeri sono uguali, cioè nessun errore. È possibile che ci sia un doppio errore, o anche di più, nel qual caso potrebbe verificarsi che due codici diversi abbiano la stessa cifra di controllo. Tuttavia la probabilità che ci siano due errori è molto inferiore a quella di un singolo errore, e la probabilità che il doppio errore causi proprio una differenza multipla di 11 o nulla è di circa il 9% (accade infatti mediamente una volta su 11). Perciò oltre a identificare tutti gli scambi e gli errori singoli, è anche molto efficace nell'individuare gli errori multipli: inserendo due numeri a caso, questi daranno la stessa cifra di controllo una volta su 11, in media.

#### Calcolo della cifra di controllo nell'ISBN-13
La cifra di controllo nell'ISBN-13 si calcola in modo differente. Il relativo algoritmo numerico è il seguente:
- si moltiplica ogni cifra per un peso che assume in modo alternato i valori 1 e 3, partendo dalla prima cifra a sinistra che ha peso 1
- si sommano i risultati
- si divide la somma per 10 e si prende il resto della divisione
- si sottrae il resto da 10 e si ottiene così la cifra di controllo (nel caso che il risultato sia 10, cioè che la divisione non abbia resto, lo si sostituirà con 0).

Esempio: dato un codice 978-88-430-2534-
{\displaystyle 9\cdot 1+7\cdot 3+8\cdot 1+8\cdot 3+8\cdot 1+4\cdot 3+3\cdot 1+0\cdot 3+2\cdot 1+5\cdot 3+3\cdot 1+4\cdot 3=117}
{\displaystyle {\frac {117}{10}}=11} col resto di 7 {\displaystyle (11\cdot 10=110)}
{\displaystyle 10-7=3}
La cifra di controllo è 3.

#### Verifica di un codice ISBN-13
La prova della correttezza di un codice ISBN-13 si ottiene rieseguendo il calcolo iniziale, stavolta con tutte e 13 le cifre. Il risultato dell'addizione dovrà essere divisibile per 10.
Esempio: dato un codice 978-88-430-2534-3
{\displaystyle 9\cdot 1+7\cdot 3+8\cdot 1+8\cdot 3+8\cdot 1+4\cdot 3+3\cdot 1+0\cdot 3+2\cdot 1+5\cdot 3+3\cdot 1+4\cdot 3+3\cdot 1=120}
Il codice è valido.

### ISBN A
L'ISBN A (ISBN Azionabile) è un ulteriore strumento relativo al codice ISBN, il cui utilizzo è prettamente riservato alle applicazioni Internet. Restituisce infatti all'utente le informazioni e i servizi che l'editore ha associato al libro. Non è quindi un nuovo codice, ma un servizio aggiuntivo dell'ISBN. Si distingue formalmente soltanto per l'ulteriore prefisso 10, e per la lieve modifica di formato. Esempio:
ISBN 978-88-89637-41-8
ISBN A 10.978.8889637/418